# Jason Bonham
Jason John Bonham (Dudley, 15 luglio 1966) è un batterista britannico, figlio del batterista dei Led Zeppelin John Bonham.

## Biografia
Nato a Dudley nel Worcestershire, Bonham cominciò a suonare all'età di 4 anni (nel film The Song Remains the Same lo si vede al fianco del padre, alle prese con una piccola batteria). A 17 anni si unisce alla prima sua band, gli Airrace. Nel 1985 entra nei Virginia Wolf, dove registra due album e fa da turnista per il tour americano dei Firm, nuova formazione guidata da Jimmy Page. Nel 1987 Bonham è ancora con l'ex chitarrista dei Led Zeppelin per il suo album Outrider, a cui segue un nuovo tour. L'anno successivo, appare con gli altri membri dei Led Zeppelin in una reunion per il concerto dei 40 anni della Atlantic Records a New York.
Il batterista decise quindi di fondare un nuovo progetto nel 1988. L'ex cantante dei Virginia Wolf Chris Ousey venne originariamente scelto per fronteggiare la futura nuova band del batterista, ma le sessioni iniziali con Ousey non lo convinsero, così egli venne portato a contattare il cantante canadese Daniel McMaster. La formazione venne infine completata dal bassista/tastierista John Smithson e il chitarrista Ian Hatton. La band prenderà il titolo dall'ormai noto cognome del leader, i Bonham.
Il primo album del gruppo, The Disregard of Timekeeping uscì nel 1989. Il singolo Wait for You tratto dall'album, fu un successo, ripetuto anche dal videoclip di Guilty. Nel 1992 uscì il suo secondo album Mad Hatter, ma dopo gli scarsi consensi il progetto venne accantonato.
Nel maggio 1990 Bonham sposò Jan Charteris a Stone, Kidderminster. Nel suo matrimonio improvvisò una jam session con Jimmy Page, Robert Plant e John Paul Jones. Jason ha avuto due figli da Jan, uno si chiama Jagger, in onore di Mick Jagger, nato nel 1996. Bonham fu turnista anche per Paul Rodgers alla vincita del Grammy Award per il progetto Muddy Water Blues: A Tribute to Muddy Waters. Nel 1994 suonò con Slash e Paul Rodgers al Woodstock II. Bonham riformò la sua band con un nuovo cantante, Marti Frederiksen, al posto di Daniel McMaster che chiamò Motherland, e fece uscire l'album Peace 4 Me nel 1994. Inoltre ogni tanto suona nella tribute band dei Led Zeppelin, i Fred Zeppelin.
Nel 1995 Jason rappresentò il padre quando i Led Zeppelin furono messi nella Rock and Roll Hall of Fame. Bonham continuò i suoi progetti solisti culminati nel In the Name of My Father - The Zepset, con alcune canzoni dei Led Zeppelin. I proventi dell'album andarono a una associazione no profit. Dopo uscì il suo album When You See the Sun. Bonham fu batterista del gruppo Healing Sixes nel periodo dal 1999 al 2003 e appare nel film Rock Star diretto da Mark Wahlberg. Dopo fu turnista di Debbie Bonham, la sorella minore di suo padre, poi suonò nel gruppo hard rock degli UFO, registrando nel 2002 il disco You Are Here. Nel 2006, ha registrato un album con Joe Bonamassa. Inoltre è stato anche nei Foreigner.
Bonham con Ted Nugent, Evan Seinfeld (Biohazard), Sebastian Bach (Skid Row) e Scott Ian (Anthrax) fu parte del reality show SuperGroup del canale televisivo VH1 nel maggio 2006. Poi ha formato i Damnocracy. Vive tra Las Vegas e il Regno Unito. Il 10 dicembre 2007, Jason ha partecipato (ovviamente in qualità di batterista, sostituendo il padre) alla storica riunione dei Led Zeppelin a Londra, presso la O2 Arena. Questo evento fu successivamente immortalato nel film concerto Celebration Day. Il 26 dicembre 2012 ha suonato al Kennedy Center alla presenza del presidente degli Stati Uniti Barack Obama. In tale occasione i Led Zeppelin sono stati premiati ai Kennedy Center Honors.

## Equipaggiamento
La Ludwig ha realizzato per Jason un kit signature Yellow Vistalite a edizione limitata quasi del tutto simile a uno di quelli di suo padre (il kit "The Songs Remain the Same" in Amber Vistalite di John). Il suddetto set è stato utilizzato per l'ultima riunione dei Led Zeppelin.
Jason Bonham Vistalite Set
- Cassa 14" X 26"
- Rullante 6.5" X 14"
- Tom-tom 10" X 14"
- Timpano 16" X 16"
- Timpano 16" X 18"

A differenza di John (endorser di Paiste), Jason utilizza piatti Zildjian. Più precisamente un misto di "A Custom" (hi-hat e crash) e "K Zildjian" (ride e "crash-ride", quest'ultimo progettato da Zak Starkey).
- A Custom Mastersound Hi-hat 15"
- A Custom Crash 20"
- K Zildjian Crash-Ride 21"
- K Zildjian Light Ride 24"

La Pro-Mark produce, invece, le bacchette signature di Jason Bonham: le SD531. Sono realizzate in acero, hanno la punta di legno e il diametro di una 5B. Bonham applica inoltre uno stick rapp (di colore nero) sulle bacchette.
- SD531 Jason Bonham wood tip
- Stick Rapp (nero)

In più, monta pedali e hardware DW e pelli Remo.

## Discografia

### Con i Virginia Wolf
- 1986 - Virginia Wolf
- 1987 - Push

### Con i Bonham
- 1989 - The Disregard of Timekeeping
- 1992 - Mad Hatter

### Con The Jason Bonham Band
- 1996 – In The Name Of My Father - The Zepset - Live From Electric Ladyland
- 1997 – In The Name of My Father: The ZepSet
- 1997 – When You See the Sun (batteria, voce nel brano Turning Back The Time)

### Con i Black Country Communion
- 2010 – Black Country Communion
- 2010 – December 29, 2010 - Wolverhampton (cori e batteria)
- 2011 – 2
- 2011 – Le Bataclan Théatre, Paris (Unofficial)
- 2011 – Summer Sound Festival, Sursee, Switzerland (cori e batteria)
- 2011 – Live Over Europe (cori e batteria)
- 2012 – Afterglow (batteria, voce nel brano This Is Your Time)
- 2017 – BCCIV

### Con i California Breed
- 2014 – California Breed

### Con i Led Zeppelin
- 1995 – The Hall Of Fame Reunion '95 (album dal vivo)
- 1988 – Reunion In N.Y.C. (album dal vivo)
- 2007 – O2 Arena, London, UK, 10 Dec 2007 (album dal vivo)
- 2007 – Whole Lotta Live (Live Soundboard Collection) (boxset)
- 2012 – Celebration Day (album dal vivo) (cori e batteria)

### Con i Foreigner
- 2006 – Live In '05
- 2007 – Alive & Rockin'
- 2009 – Can't Slow Down (batteria nel brano Too Late)
- 2011 – Feels Like The First Time
- 2012 – Classics
- 2013 – Alive & Rockin'
- 2016 – The Flame Still Burns EP (batteria nel brano Juke Box Hero (Live))
- 2016 – Playlist: The Very Best Of Foreigner
- 2017 – 40 (batteria nel brano Too Late)

### Con Sammy Hagar & The Circle
- 2015 – Live: At Your Service
- 2019 – Space Between (cori, batteria, percussioni)
- 2021 – Lockdown 2020 (cori, batteria, percussioni)
- 2021 – Heavy Metal [Live] 40th Anniversary Edition

### Altri
- 1993 – Paul Rodgers - Muddy Water Blues - A Tribute To Muddy Waters
- 1994 – Motherland - Peace 4 Me
- 1994 – Paul Rodgers - A Tribute To Woodstock
- 1995 – Jimmy Page & Robert Plant - The Story So Far...
- 2004 – UFO - You Are Here (cori e batteria)
- 2005 – UFO - Showtime (video) (cori e batteria)
- 2005 – Jimmy Page - Pure Blues Anthem
- 2005 – Daniel MacMaster - Rock Bonham And The Long Road Back
- 2006 – Joe Bonamassa - You and Me
- 2007 – Jimmy Page - Outrider The Tour (video)
- 2008 – Deborah Bonham - Duchess (batteria nel brano Hold On)
- 2009 – The Quireboys - Live In London
- 2011 – Paul Rodgers - Paul Rodgers & Friends - Live At Montreux 1994
- 2019 – Jimmy Barnes - My Criminal Record
- 2019 – Jimmy Barnes - My Criminal Record - Modus Operandi Live At The Hordern

### Collaborazioni
- 1982 – Robert Plant - Pictures at Eleven
- 1984 – Airrace - Shaft of Light
- 1988 – Jimmy Page - Outrider
- 1988 – Artisti Vari - Superstar Concert Series
- 1989 – Artisti Vari - Stairway To Heaven / Highway To Hell (batteria nel brano Moby Dick dei Drum Madness)
- 1990 – Skid Row/Cinderella/Bon Jovi - Moscow Music Peace Festival Vol.1 (batteria nei brani Hound Dog e Rock And Roll)
- 1992 – Jimmy Page - Midnight Moonlight
- 1993 – Paul Rodgers - Muddy Water Blues: A Tribute To Muddy Waters
- 1994 – Motherland - Peace 4 Me
- 1999 – Little Steven - Born Again Savage
- 2001 – Deborah Bonham - The Old Hyde (batteria nei brani Shit Happens, Go Now, Need Your Love So Bad, Black Coffee, No Angel, Devil's In New Orleans, What We've Got Ain't For Sale, Superstition; voce e batteria nel brano The Battle Of Evermore)
- 2002 – Jimmy Page - For Led Zeppelin Fans Only (cori e batteria)
- 2002 – Healing Sixes - Enormosound
- 2003 – The Quireboys - 100 Percent Live 2002
- 2006 – Foreigner - Extended Versions
- 2006 – Daniel MacMaster - Rock Bonham and the Long Road Back
- 2012 – Led Zeppelin - Celebration Day Reunion at the O2 Arena
- 2014 – Artisti Vari - Le Sampler RockHard 142 (batteria nel brano Sweet Tea)
- 2014 – Elton John - Goodbye Yellow Brick Road (batteria nel brano Bennie and the Jets)

### Album tributo
- 2000 – Bat Head Soup: A Tribute to Ozzy (batteria nel brano Crazy Train)
- 2000 – Metallic Assault: A Tribute to Metallica (batteria nel brano The Thing That Should Not Be)
- 2005 – Numbers from the Beast: An All Star Salute to Iron Maiden (batteria nel brano Wasted Years)

### Colonne Sonore
- 2001 – Artisti Vari - Rock Star (Music From The Motion Picture)
- 2013 – Hans Zimmer - Man Of Steel (Original Motion Picture Soundtrack)
- 2013 – Hans Zimmer - The Lone Ranger (Original Score)
- 2021 – Hans Zimmer - No Time To Die (Original Motion Picture Soundtrack)

## Filmografia
- The Song Remains the Same  (1976)
- Rock Star (2001)
- Celebration Day (2012)